# 24 листопада
24 листопада — 328-й день року (329-й у високосні роки) у григоріанському календарі. До кінця року залишається 37 днів.

## Свята і пам'ятні дні

### Міжнародні
- ООН: Міжнародний день еволюції.

### Національні
- США: День друзів.
- Таджикистан: День Державного прапора Таджикистану.
- Туреччина: День вчителя.

### Релігійні
Православні:
- Пам'ять великомучениці Катерини.
- Пам'ять преподобного Меркурія Бригинського.
- Великомученика Меркурія.
- Преподобного Меркурія, посника Києво-Печерського, в Дальніх печерах.
- Мучениці Августи, мучеників Порфирія Стратилата і 200 воїнів.
- Преподобної Мастридії.
- Мучениці Філофеї.

## Іменини
✙ Православні: Катерина, Меркурій.
✝  Католицькі:
 Буддизм:
 Індуїзм:
 Бахаїзм:

## Події
- 1638 — Козацька рада в урочищі Маслів Став затвердила «Ординацію Війська Запорозького Реєстрового» — статут запорізьких козаків.
- 1642 —  голландець Абель Тасман відкриває острів біля берегів Австралії, названий його ім'ям.
- 1859 — Чарльз Дарвін опублікував свою працю «Походження видів», що є одним з найзнаменитіших творів в історії науки й основоположним у сфері еволюційного вчення.
- 1863 —  початок битви при Чаттанузі (по 25 листопада) під час Громадянської війни в США.
- 1910 — у Севастополі розпочала роботу офіцерська школа авіації.
- 1918 — ескадра Антанти взяла Севастополь.
- 1969 — Договір про непоширення ядерної зброї ратифікований у США та СРСР (президент США Річард Ніксон підписав відповідний законопроєкт, договір був ратифікований Президією Верховної Ради СРСР).
- 1994 — в Україні розпочала свою діяльність місія ОБСЄ.
- 2004 — Центральна виборча комісія України оприлюднила офіційні результати виборів Президента України. Переможцем було визнано Віктора Януковича. Протокол підписали 11 членів комісії, один із яких, Олександр Чупахін, підписав його з позначкою, що цей документ «не відповідає волевиявленню українського народу». Не підписали протокол троє членів ЦВК — Андрій Магера, Руслан Князевич і Ярослав Давидович.
- 2015 — солдати Вільної сирійської армії підбили у вівторок російський вертоліт у Сирії поблизу Латакії, змусивши його здійснити аварійну посадку
- 2015 — початок загострення конфлікту між Росією і НАТО на дипломатичній арені унаслідок небувалого протягом понад 50-річну історію збиття (зранку 25 листопада) турецькими силами російського винищувача «СУ-24», що перетнув кордон між Сирією і Туреччиною. Як наслідок розгортання реакції, оголошено про проведення позачергового засідання НАТО[2].

## Народились
Дивись також Категорія:Народились 24 листопада
- 1592 — Пітер Снаєрс, відомий фламандський художник-баталіст епохи бароко.
- 1632 — Бенедикт Спіноза, нідерландський філософ, один з найвідоміших пантеїстів.
- 1655 — Карл XI, король Шведської імперії.
- 1826 — Лоренціні Карло, італійський журналіст і письменник, відомий під псевдонім Карло Колоді (Carlo Collodi) (†1890), автор казки «Піноккіо».
- 1833 — Йован Змай, сербський поет.
- 1849 — Френсіс Годґсон Бернет, американська письменниця. Класик англійської дитячої літератури.
- 1864 — Анрі Тулуз-Лотрек, французький маляр, постімпрессіоніст.
- 1887 — Еріх фон Манштейн, німецький воєначальник часів Третього Рейху, генерал-фельдмаршал Вермахту
- 1888 — Дейл Карнегі, американський психолог, педагог, письменник.
- 1914 — Чедвік Лінн Расселл, англійський скульптор-абстракціоніст.
- 1934 — Альфред Шнітке, радянський композитор німецького походження, теоретик музики. Останні роки жив у Німеччині.
- 1957 — Іван Шарій, український футболіст, найстарший гравець та бомбардир в історії чемпіонатів України з футболу.
- 1989 — Анна Рижикова, українська легкоатлетка, бронзова призерка Олімпіади 2012.
- 1996 — Данило Подибайло, український поет і музикант, солдат Збройних сил України. Учасник російсько-української війни, Герой України.

## Померли
Дивись також Категорія:Померли 24 листопада
- 1722 — (за іншими даними 27.11) Стефан Яворський, український філософ, церковно-політичний діяч.
- 1835 — Вінченцо Белліні, італійський композитор.
- 1866 — Поль Гаварні, французький графік, карикатурист.
- 1884 — Григорій Воробкевич, український поет з Герцогства Буковина.
- 1934 — Михайло Грушевський, український історик і Голова Української Центральної Ради.
- 1946 — Ласло Могой-Надь, угорський художник, теоретик фото- і кіномистецтва, фігура світового авангарду.
- 1947 — Валентин Садовський, український громадський діяч, журналіст, дійсний член НТШ. Помер у Лук'янівській в'язниці міста Києва.
- 1957 — Дієго Рівера, мексиканський художник-монументаліст
- 1991 — Фредді Мерк'юрі, британський музикант, лідер, клавішник та вокаліст англійського рок-гурту Queen.
- 2002 — Джон Роулз, американський філософ.
- 2004 — Артур Гейлі, канадський прозаїк британського походження, який створив ряд бестселерів в жанрі виробничого роману.
- 2010 — Ігор Павлов, український авіабудівник, заступник генерального конструктора АНТК ім. О. К. Антонова
- 2022 — Валерій Глєбов, офіцер Збройних сил України, що загинув під час повномасштабного російського вторгнення в Україну, Герой України (посмертно).